# Viking Tri-Nations Rugby
Viking Tri-Nations Rugby – międzynarodowy turniej rugby union zorganizowany przez związki rugby z Danii, Norwegii i Szwecji w celu promocji tego sportu w Skandynawii i podniesienia rozwoju swoich reprezentacji narodowych.
Jego protoplastą był rozegrany w październiku 2009 mecz pomiędzy Norwegią a Danią rozegrany w ramach Pucharu Narodów Europy nazwany Starciem Wikingów, w których stawką był Miecz Wikingów. Sukces organizacyjny i medialny wygranego przez Norwegów meczu zdecydował o powtórzeniu tej formuły w 2010 roku, ponownie w ramach Pucharu Narodów Europy. Rozegrany w październiku tego roku mecz zakończył się remisem, tak więc Miecz Wikingów pozostał w Norwegii.
Na przełomie 2010 i 2011 roku zainteresowane trzy kraje uzgodniły formułę nowego turnieju dla swych seniorskich reprezentacji. Podczas rozgrywek nazwanych Viking Tri-Nations Rugby każda drużyna miała rozegrać po dwa mecze – po jednym z każdym z uczestników, a sędziować mieli jedynie arbitrzy z krajów skandynawskich. Pierwszą edycję wygrała Szwecja wygrywając oba rozegrane mecze.
W roku 2012 nastąpiła kolejna zmiana formuły rozgrywek – dwie słabsze drużyny w fazie wstępnej rozegrały między sobą mecz o prawo gry w finale ze Szwecją. Mecz pomiędzy Danią i Norwegią dodatkowo odbędzie się w londyńskim Richmond. Duńczycy pokonując Norwegów zostali ostatecznie zwycięzcami tej edycji, ponieważ Svenska Rugbyförbundet ogłosił, że szwedzka reprezentacja nie przystąpi do zaplanowanego na 22 września meczu.
Za zwycięstwo w turnieju przyznawane jest trofeum – Viking Horn Trophy – wykonane przez irlandzkiego rzeźbiarza Ronana Halpina.

## The Clash of the Vikings

### 2009
| 17 października 200914:55 | Norwegia | 15:8 | Dania | Fana Stadion, Bergen |
| 17 października 200914:55 |          | 15:8 |       | Fana Stadion, Bergen |

### 2010
| 16 października 201014:55 | Norwegia | 14:14 | Dania | Bislett Stadion, Oslo |
| 16 października 201014:55 |          | 14:14 |       | Bislett Stadion, Oslo |

## Viking Tri-Nations Rugby

### 2011
| Drużyna  | Mecze | Wygrane | Przegrane | Remisy | Punkty zdobyte | Punkty stracone | +/- | Przyłożenia | Punkty bonusowe | Punkty |
| -------- | ----- | ------- | --------- | ------ | -------------- | --------------- | --- | ----------- | --------------- | ------ |
| Szwecja  | 2     | 2       | 0         | 0      | 73             | 22              | +51 | 11          | 1               | 9      |
| Dania    | 2     | 1       | 1         | 0      | 43             | 60              | -17 | 5           | 0               | 4      |
| Norwegia | 2     | 0       | 2         | 0      | 12             | 46              | -34 | 2           | 0               | 0      |

| 9 kwietnia 201112:00 | Szwecja | 55:15 | Dania | Södertälje Fotbollsarena, Södertälje |
| 9 kwietnia 201112:00 |         | 55:15 |       | Södertälje Fotbollsarena, Södertälje |

| 3 września 201116:00 | Norwegia | 7:18 | Szwecja | Fana Stadion, Bergen |
| 3 września 201116:00 |          | 7:18 |         | Fana Stadion, Bergen |

| 15 października 201116:00 | Dania | 28:5 | Norwegia | Odense Stadium, Odense |
| 15 października 201116:00 |       | 28:5 |          | Odense Stadium, Odense |

### 2012
| 8 września 201215:15 | Norwegia | 15:22 | Dania | Athletic Ground, Londyn |
| 8 września 201215:15 |          | 15:22 |       | Athletic Ground, Londyn |